# Вільгельм I (ландграф Нижнього Гессену)
Вільгельм I Старший (нім. Wilhelm I. der Ältere; 4 липня 1466 — 8 лютого 1515) — ландграф Нижнього Гессену в 1471—1493 роках.

## Життєпис
Походив з Гессенського дому. Старший син Людвіга II, ландграфа Нижнього Гессену, і Мехтільди Вюртемберзької. Народився 1466 року. Значний вплив на нього мала мати, її релігійність.
1471 року після смерті батька разом з молодшим братом Вільгельмом опинився під опікою стрийка Генріха III, ландграфа Верхнього Гессену. Після смерті останнього перебрав владу в Нижньому Гессені на себе. У 1488 році одружився з представницею Брауншвейзького дому.
У 1491—1492 роках здійснив прощу до Палестини, Риму та Лорето. По поверненню до Гессену Вільгельм I захворів, ймовірно, на сифіліс, і 3 червня 1493 року через психічну хворобу зрікся влади, передавши трон братові Вільгельму II. Мешкав у замку Шлакенберг у 1515 році. Його удова залишила Гессен і померла у Вормсі в 1520 році, де її поховали в Андреастіфті.

## Родина
Дружина — Анна, донька Вильгельма IV, герцог Брауншвейг-Люнебургу
Діти:
- Матільда (1489—1493)
- Мехтільда (1490—1558), дружина графа Конрада фон Текленбург-Шверінна
- Анна (1491—1513), черниця в монастирі Ахнаберг поблизу Касселя
- Катерина (1495—1525), дружина графа Адама фон Бехлінгена
- Єлизавета (1503—1563), дружина: 1) Людвіга II Пфальц-Цвайбрюккена; 2) пфальцгра Георга фон Зіммерна